# Ingeborg Handschick
Ingeborg Handschick (* 14. Januar 1930 in Zittau; † 1. April 2011) war eine deutsche Autorin.

## Leben
Nach dem Abschluss der Mittelschule absolvierte sie ab 1945 an der Webschule Zittau eine Lehre als Musterzeichnerin. Sie trat 1949 als Neulehrerin in den Schuldienst und begann wenig später ein Fernstudium an der Pädagogischen Hochschule. Nach dessen Abschluss war sie seit 1952 als Fachlehrerin für Deutsch und Sport an der Erweiterten Oberschule Zittau tätig. In den Jahren 1972 bis 1975 schloss sich ein weiteres Fernstudium am Literaturinstitut „Johannes R. Becher“ in Leipzig an. An der EOS Zittau leitete Inge Handschick die Zirkel „Schreibende Schüler“ und „Geschriebenes Wort“. Nach ihrem Ausscheiden aus dem Schuldienst im Jahr 1989 widmete sie sich ihrem literarischen Schaffen.
Inge Handschick war seit 1993 Herausgeberin und Mitautorin des Oberlausitzer Familien-Kalenderbuches Das Jahr ist uns ein guter Freund. Zuletzt arbeitete sie bis zu ihrem Tode an der 20. Ausgabe des Familien-Kalenderbuches für 2012 und an einem Sammelband mit dem Arbeitstitel Zu Hause bei den Bergen.
Inhalt ihres literarischen Werkes war die Lebensweise und Mundart der Menschen in der Oberlausitz sowie die Schönheit der Natur. Am 19. August 2010 wurde Handschick als führende Vertreterin der Oberlausitzer Belletristik mit dem Sächsischen Verdienstorden ausgezeichnet.
Sie war verheiratet und hatte zwei Kinder.

## Werke
- Lustige Verse zum Singen und Malen. Oberlausitzer Verlag Nürnberger, Spitzkunnersdorf 2009
- Mit Oberlausitzer Schatzsuchern unterwegs. Oberlausitzer Verlag, Spitzkunnersdorf 2008
- Laufen auf dem Regenbogen. Deutscher Lyrik-Verlag, Aachen 2008
- Von Granitschädeln und anderen Lichtgestalten. Oberlausitzer Verlag, Spitzkunnersdorf 2004
- Bello, Miez und andere. Oberlausitzer Verlag, Spitzkunnersdorf 2001
- Jahresringe. Oberlausitzer Verlag, Spitzkunnersdorf 1998
- Die Scherbensammlerin. Kurtz, Leipzig 1997
- Diesmal will ich alles sagen. Verlag Tribüne, Berlin 1980